# Nadia Styger

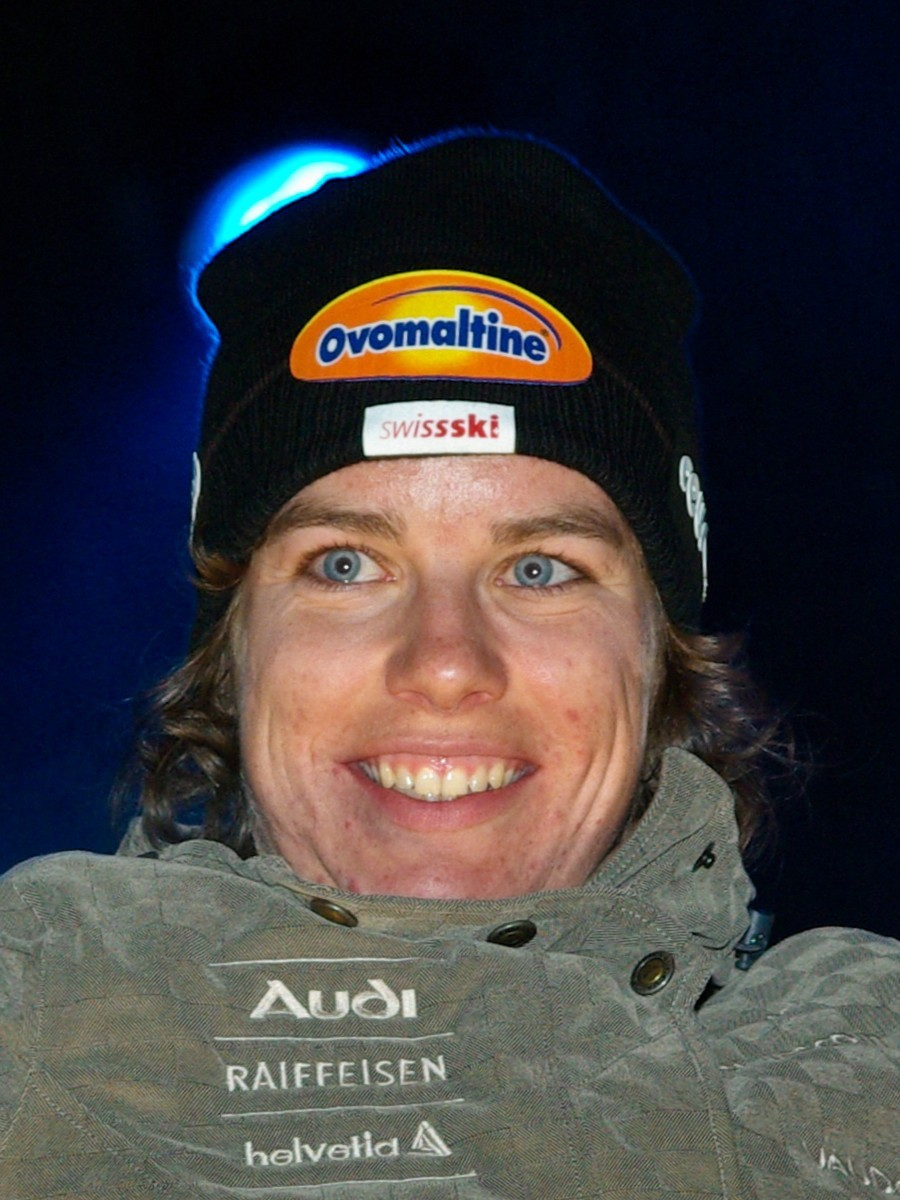
Nadia Styger (2009).

Nadia Styger nació el 11 de diciembre de 1978 en Zug (Suiza), es una esquiadora que tiene 4 victorias en la Copa del Mundo de Esquí Alpino (con un total de 6 podiums).

## Resultados

### Juegos Olímpicos de Invierno
- 2006 en Turín, Italia
  - Descenso: 5.ª
  - Eslalon Gigante: 24.ª
  - Super Gigante: 35.ª
- 2010 en Vancouver, Canadá
  - Super Gigante: 6.ª
  - Descenso: 12.ª

### Campeonatos Mundiales
- 2003 en St. Moritz, Suiza
  - Eslalon Gigante: 20.ª
- 2005 en Bormio, Italia
  - Super Gigante: 8.ª
  - Descenso: 9.ª
- 2007 en Åre, Suecia
  - Descenso: 4.ª
  - Super Gigante: 7.ª

### Copa del Mundo

#### Clasificación general Copa del Mundo
- 1998-1999: 74.ª
- 1999-2000: 94.ª
- 2000-2001: 106.ª
- 2002-2003: 81.ª
- 2003-2004: 11.ª
- 2004-2005: 41.ª
- 2005-2006: 11.ª
- 2006-2007: 21.ª
- 2007-2008: 17.ª
- 2008-2009: 42.ª
- 2009-2010: 12.ª

#### Clasificación por disciplinas (Top-10)
- 2003-2004:
  - Super Gigante: 6.ª
  - Descenso: 8.ª
- 2005-2006:
  - Super Gigante: 3.ª
- 2006-2007:
  - Descenso: 6.ª
- 2007-2008:
  - Descenso: 6.ª
- 2009-2010:
  - Super Gigante: 3.ª

#### Victorias en la Copa del Mundo (4)

##### Descenso (1)
| Fecha                 | Lugar    |
| --------------------- | -------- |
| 22 de febrero de 2008 | Whistler |

##### Super Gigante (3)
| Fecha                  | Lugar     |
| ---------------------- | --------- |
| 11 de marzo de 2004    | Sestriere |
| 9 de diciembre de 2005 | Aspen     |
| 3 de marzo de 2006     | Kvitfjell |